# Julodimorpha bakewelli

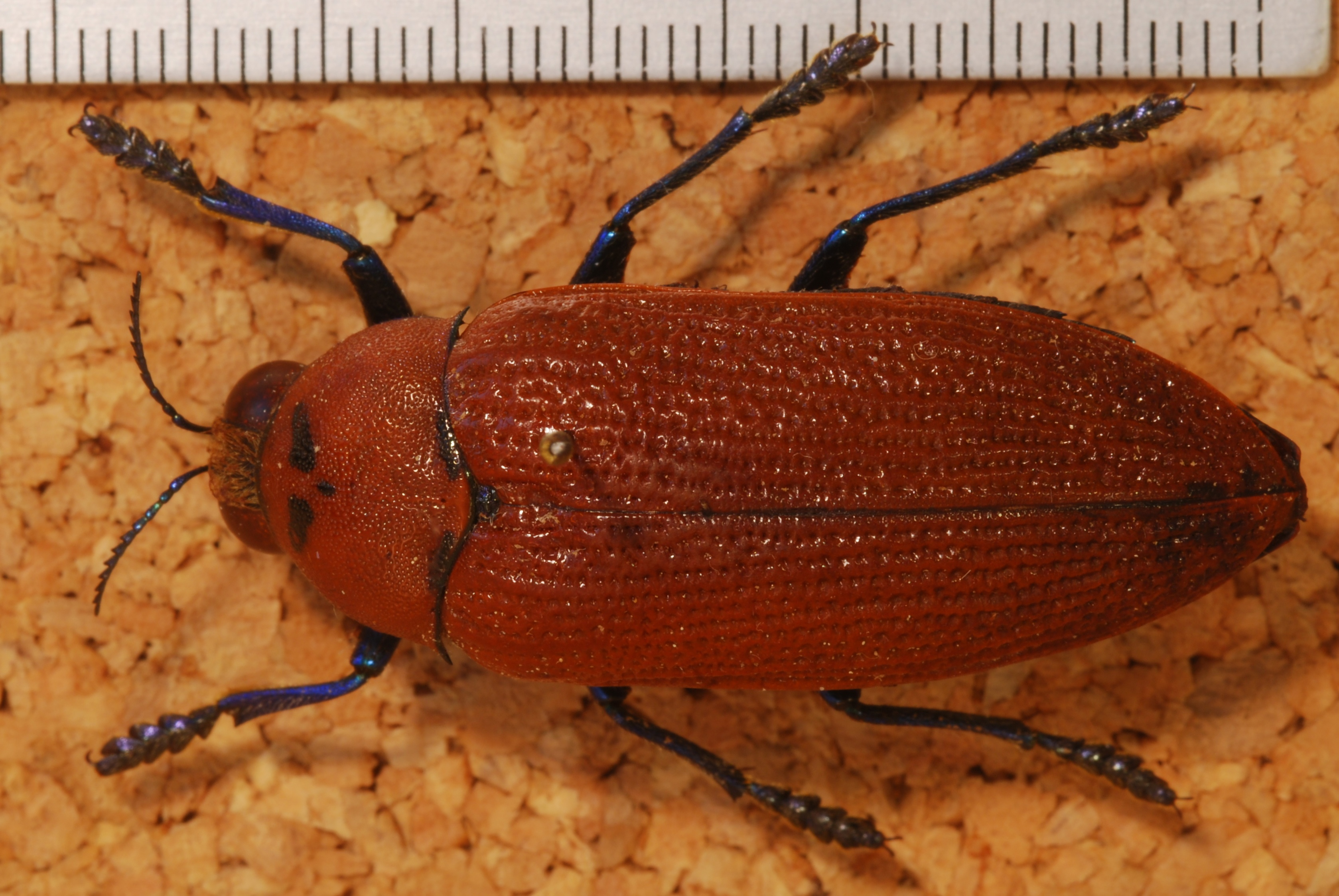
Julodimorpha bakewelli im Gesamtprofil

Julodimorpha bakewelli ist eine australische Käferart aus der Familie der Prachtkäfer (Buprestidae). Ungewöhnlich ist das Verhalten einiger Männchen, die Paarungsversuche mit Bierflaschen unternehmen. Das Artepitheton ehrt den britischen Entomologen Robert Bakewell (1810–1867), der eine große Sammlung von australischen Prachtkäfern zusammentrug.

## Merkmale
Julodimorpha bakewelli erreicht eine Körperlänge von 40 mm. Der Körper ist länglich und nahezu zylindrisch. Von oben gesehen, ist der Kopf kaum zu erkennen. Das Pronotum ist orangebraun und ziemlich breit an der Basis. Das Prosternum ist kurz, schmal und konvex. Die Fußglieder sind abgeplattet und die Krallen an der Basis gelappt. Die braunen Flügeldecken sind breiter als das Pronotum und besitzen dichte, längsstrukturierte Rippen. Die Weibchen sind größer als die Männchen und flugunfähig.

## Verbreitungsgebiet und Lebensraum
Julodimorpha bakewelli bewohnt die trockenen und halbtrockenen Regionen in Queensland, New South Wales, South Australia, Victoria und Western Australia.

## Lebensweise
Die ausgewachsenen Käfer sind tagaktiv. Ihre Nahrung ist rein pflanzlich. Sie legen ihre Eier an den Wurzeln und Stämmen von Eukalyptusarten ab. Die Larven sind Wurzelfresser. Sowohl die Larven als auch die ausgewachsenen Käfer sind an den Blüten der Art Acacia calamifolia aus der Familie der Mimosengewächse zu finden.

## Julodimorpha bakewelliund Bierflaschen
Im Jahr 1980 stellte der Zoologe Athol M. Douglas ein Verhalten fest, das zuvor bei Julodimorpha bakewelli nicht beobachtet wurde. Er fotografierte ein Männchen, das versuchte, mit einer weggeworfenen, braunen Bierflasche (in Australien als „stubby“ bezeichnet) zu kopulieren. Im September 1981 konnten Darryl Gwynne von der University of Toronto und David Rentz dasselbe Verhalten in der Region von Dongara in Western Australia untersuchen. Bei zwei Gelegenheiten wurde ein Männchen beobachtet, das auf eine braune Bierflasche flog und Kopulationsversuche unternahm. Bei weiteren gefundenen Bierflaschen saßen die Käfer entweder an der Seite oder am oberen Ende der Flasche. Mit ausgestülpten Genitalien versuchten die Käfer den Aedeagus einzuführen. Gwynne und Rentz führten ein Experiment durch, bei dem sie vier Bierflaschen auf dem Boden verteilten. Innerhalb von 30 Minuten waren zwei der Flaschen von Käfern besetzt. Insgesamt wurden sechs Männchen beobachtet, die ein Kopulationsverhalten zeigten. Hatten sich die Käfer einmal auf einer Flasche niedergelassen, konnten sie nur noch mit der Hand entfernt werden. An einer anderen Flasche wurde ein Käfer von Ameisen der Art Iridomyrmex discors getötet, die sich in seinen Genitalien festgebissen hatten.
Auslöser für das ungewöhnliche Paarungsverhalten der Männchen ist offenbar die Form und Farbe der Bierflaschen. Da die Paarung auf dem Boden stattfindet, werden die Bierflaschen mit überdimensionierten, paarungsbereiten Weibchen verwechselt. Die schimmernde braune Farbe der Flaschen erinnert an die gelblich braune Färbung der Flügeldecken der Weibchen. Eine Weinflasche mit einer unterschiedlichen Braunfärbung wurde beispielsweise nicht von den Käfern angenommen. Daneben reflektieren die Reihen von regelmäßig angeordneten Höckerchen, die sich am oberen und unteren Ende der Flaschen befinden, das Licht in ähnlicher Weise wie die Narben auf den Flügeldecken der Käfer.
Manche Wissenschaftler sehen in diesem Verhalten eine Gefährdung der Art. Einerseits werden die Käfer zur leichten Beute von Ameisen, andererseits kann es dazu führen, dass die Männchen die Weibchen ignorieren.
Im Jahr 2011 erhielten Gwynne und Rentz für ihre Forschungsarbeit den Ig-Nobelpreis in Biologie.